# Huang Huadong
Huang Huadong (China, 2 de enero de 1972) es un gimnasta artístico chino, subcampeón olímpico en 1996 en el concurso por equipos, y campeón del mundo, también en el concurso por equipos, en 1995.

## Carrera deportiva
En el Mundial celebrado en Indianápolis en 1991 consigue la medalla de plata, tras la Unión Soviética y por delante de Alemania; sus compañeros en el equipo fueron: Guo Linyao, Li Xiaoshuang, Li Ge, Li Jing y Li Chunyang.
En el Mundial de Sabae 1995 gana el oro en la competición por equipos, quedando por delante de Japón y Rumania; sus seis compañeros en el equipo chino son: Fan Bin, Shen Jian, Huang Liping, Li Xiaoshuang, Zhang Jinjing y Fan Hongbin. También consigue la plata en el mismo mundial en la prueba de caballo con arcos, quedando solo por detrás del suizo Donghua Li.
En los JJ. OO. celebrados en Atlanta en 1996 ayuda a su país a conseguir la medalla de plata —quedando tras Rusia y por delante de Ucrania—; en esta ocasión sus colegas de equipo son: Fan Bin, Fan Hongbin, Shen Jian, Huang Liping,
Li Xiaoshuang y Zhang Jinjing.